# Jacques Marçot
Pour les articles homonymes, voir Marçot.
Jacques Marçot, né en 1933, est un syndicaliste français des PTT. Secrétaire général de la Fédération syndicaliste des travailleurs des PTT-Force ouvrière, il participe aux négociations sociales qui accompagnent la réforme de 1990 transformant l'administration des PTT en deux établissements publics.

## Biographie
- entrée aux PTT en 1953
- secrétaire départemental de FO-PTT pour le Haut-Rhin en 1959, puis secrétaire régional à Strasbourg, en 1962.
- en 1970, il devient membre de la direction fédérale nationale de la fédération FO des PTT.
- 1982 : Jacques Marçot est élu secrétaire général de la fédération FO-PTT. Lors de l'élection de celui qui devait en 1989 remplacer André Bergeron à la tête de la centrale syndicale Force ouvrière, il prend position pour le postier Claude Pitous, rival de Marc Blondel.
- 1984 : siège au Conseil économique et social dont il demeure membre une dizaine d'années.
- 1993 : quitte la direction de FO-PTT, pour prendre sa retraite professionnelle.

## Source
- PTT, Histoire d'une réforme 1989/1990. Numéro spécial de Messages des PTT, 1990.